# آرمسترانگ ویتورث اف. کی.۸
آرمسترانگ ویتورث اف. کی.۸ (به انگلیسی: Armstrong Whitworth F.K.8) یک هواگرد ساختِ کارخانهٔ آرمسترانگ ویتورث ایرکرفت در کشور بریتانیا است. نخستین استفاده‌کنندهٔ این هواپیما یکان پروازی پادشاهی بریتانیا بوده‌است. این هواگرد برای نخستین بار در ۱ مه ۱۹۱۶ میلادی مورد استفاده قرار گرفت.